# Pierre-Remy Sempé
Pour les articles homonymes, voir Sempé (homonymie).
Pierre-Remy Sempé ou Rémi Sempé (Lamarque-Pontacq, 1er octobre 1818 - Lourdes, 1er septembre 1889) est un religieux catholique français qui a été le premier recteur des Sanctuaires de Lourdes.

## Biographie
Il naît près de Lourdes et est consacré à Notre-Dame de Bétharram. Ordonné prêtre, il devient professeur au Petit-séminaire de Saint-Pé-de-Bigorre et secrétaire de l'évêque de Tarbes, Mgr Laurence puis entre chez les missionnaires de Garaison. Apprennant les apparitions de la Sainte Vierge à Bernadette Soubirous, il est tout d'abord incrédule avant de changer son jugement.
C'est lui que Mgr Laurence va choisir pour desservir le nouveau sanctuaire, peut-être en appui du curé de Lourdes, l'abbé Dominique Peyramale. Rémi Sempé arrive à Lourdes le 17 mai 1866 avec quelques autres missionnaires de Garaison qui en seront les chapelains, juste avant l'inauguration de la crypte de la basilique supérieure, le 19 mai, en présence de Bernadette, dont c'est la dernière apparition aux abords de la Grotte. Le curé, quelque peu débordé par la mise en place du sanctuaire tombe malade. Lorsqu'il se rétablit (peut-être en 1867), la responsabilité du domaine de la Grotte a largement été prise en charge par les chapelains sous la direction du père Sempé. Le père Sempé commence tout de suite à éditer un périodique, les Annales de Notre-Dame de Lourdes.
Les rapports avec l'abbé Peyramale, dessaisi de ce qu'il considère de sa responsabilité se tendent. Dans cette rivalité sur fond de jalousie, le journaliste Henri Lasserre intervient en prenant parti pour l'abbé Peyramale. En effet il a été chargé par Mgr Laurence d'écrire une Histoire de Notre-Dame de Lourdes dont la rédaction se fait attendre. Entretemps, les Annales de Notre-Dame de Lourdes des missionnaires publient à partir d'Août 1868, une Petite histoire de Notre-Dame de Lourdes échelonnée sur plusieurs numéros. Henri Lasserre le prend très mal, accusant par ailleurs les chapelains de comportements critiquables au détriment des pèlerins : les rapports ne font que s'envenimer, Lasserre allant jusqu'à se rendre à Nevers auprès de Bernadette et à lui faire signer une lettre dénonçant des falsifications de la réalité dans les écrits des chapelains. Les arbitrages, tant de l'évêque que du pape Pie IX lui-même se font cependant en faveur des missionnaires de Garaison qui garderont dorénavant l'administration des Sanctuaires, détachés de la paroisse de Lourdes. 
Après la mort de Mgr Laurence, le nouvel évêque de 1870 à 1873, Mgr Pichenot, lui renouvelle sa confiance, en particulier lors des polémiques animées par Henri Lasserre. Mgr Pichenot est rapidement transféré à Chambéry et son successeur au siège de Tarbes pendant un peu plus d'un an, Mgr Langénieux soutient totalement les vastes projets du père Sempé : c'est l'acquisition de plusieurs domaines fonciers, la construction de plusieurs bâtiments, le refoulement du Gave de Pau pour améliorer l'accès des pèlerins à la Grotte... 
Le père Sempé se consacre au suivi de la construction de la « chapelle » demandée par la Vierge, la future Basilique de l'Immaculée-Conception, où la première messe est célébrée le 15 août 1871 et qui est solennellement consacrée le 2 juillet 1876 en présence de l'archevêque de Paris, le cardinal Guibert et d'une assemblée considérable d'évêques, de prêtres et de fidèles. 
Cependant, cette basilique s'est déjà révélée trop petite au regard du nombre des pèlerins et dès 1872, on prévoit un nouveau lieu de culte, projet qui est promu par Mgr Langénieux et dont le père Sempé est le responsable opérationnel : ce sera la basilique Notre-Dame-du-Rosaire. 
Il s'occupera de même de nombreux aménagements du domaine des sanctuaires : créer un espace devant la grotte, concevoir l'esplanade, construire un nouveau pont et faire ouvrir le boulevard permettant de rejoindre de façon plus directe la gare ferroviaire, projet accepté par la municipalité de Lourdes en 1878.   
En 1882, après la mort du père Peydessus, fondateur des missionnaires de Garaison, il est nommé supérieur général de la congrégation.
Les travaux effectifs de construction de la nouvelle basilique commencent le 16 juillet 1883, et le père Sempé aura la joie d'en voir l'aboutissement de 15 août 1889, deux semaines seulement avant son décès.   
Un boulevard de Lourdes, longeant le domaine des sanctuaires entre le pont Saint-Michel et la place Mgr Laurence, porte son nom.

## Sources
- Collectif, dir. Nino Bucca o.m.i. (préf. Mgr Jacques Perrier), Lourdes de A à Z, Bruyères-le-Châtel, Nouvelle Cité, 2007, 224 p. (ISBN 978-2-85313-537-5), p. 189-190.
- Chantal Touvet (préf. Mgr Jacques Perrier), 1858-1870 : Les origines du pèlerinage, Lourdes, NDL Editions, coll. « Histoire des Sanctuaires de Lourdes » (no 1), 2007, 427 p. (ISBN 978-2-916218-26-7)
- Chantal Touvet (préf. Mgr Jacques Perrier), 1870-1908 : La vocation de la France, Lourdes, NDL Editions, coll. « Histoire des Sanctuaires de Lourdes » (no 2), 2008, 745 p. (ISBN 978-2-916218-23-6), p. 379-380